# گمینا گوجشوو

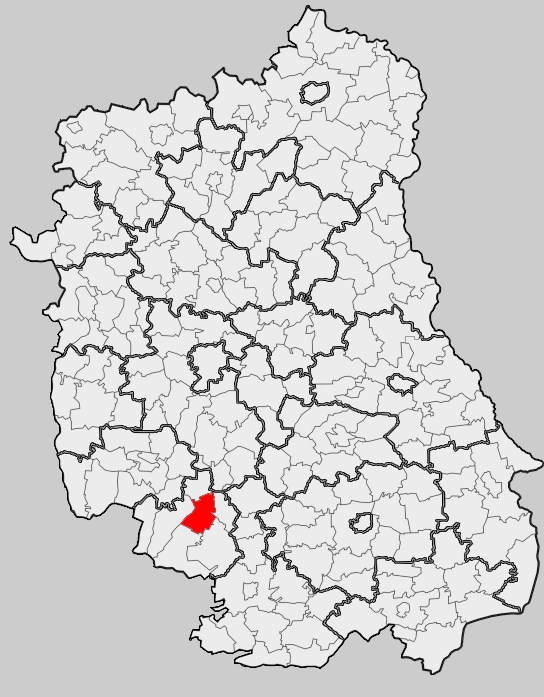
گمینا گوجشوو

گمینا گوجشوو (به لهستانی:  Gmina Godziszów) یک گمینا در لهستان است که در شهرستان یانوف لوبلسکی واقع شده‌است. گمینا گوجشوو ۱۰۱٫۶۸ کیلومتر مربع مساحت و ۶٬۱۰۸ نفر جمعیت دارد.